# Saint Patrick (parish i Dominica)
Saint Patrick är en parish i Dominica. Den ligger i den södra delen av landet, 10 km öster om huvudstaden Roseau. Antalet invånare är 8 918. Arean är 88 kvadratkilometer. Saint Patrick ligger på ön Dominica.
Terrängen i Saint Patrick är huvudsakligen kuperad, men åt nordost är den bergig.
Följande samhällen finns i Saint Patrick:
- Berekua
- La Plaine